# English Gardner
English Gardner, född den 22 april 1992 i Philadelphia, är en amerikansk friidrottare.
Hon tog OS-guld på 4 x 100 meter stafett i samband med de olympiska friidrottstävlingarna 2016 i Rio de Janeiro..